# Paul Ritter (Maler, 1829)

Porträt Paul Ritter

Paul Ritter (* 4. März 1829 in Nürnberg; † 27. November 1907 ebenda) war ein deutscher Maler und Schüler von Carl Alexander Heideloff.

## Leben

Die alte Schau zu Nürnberg; das Gemälde zeigt den Einzug Gustav Adolfs am Nürnberger Hauptmarkt im Jahr 1632

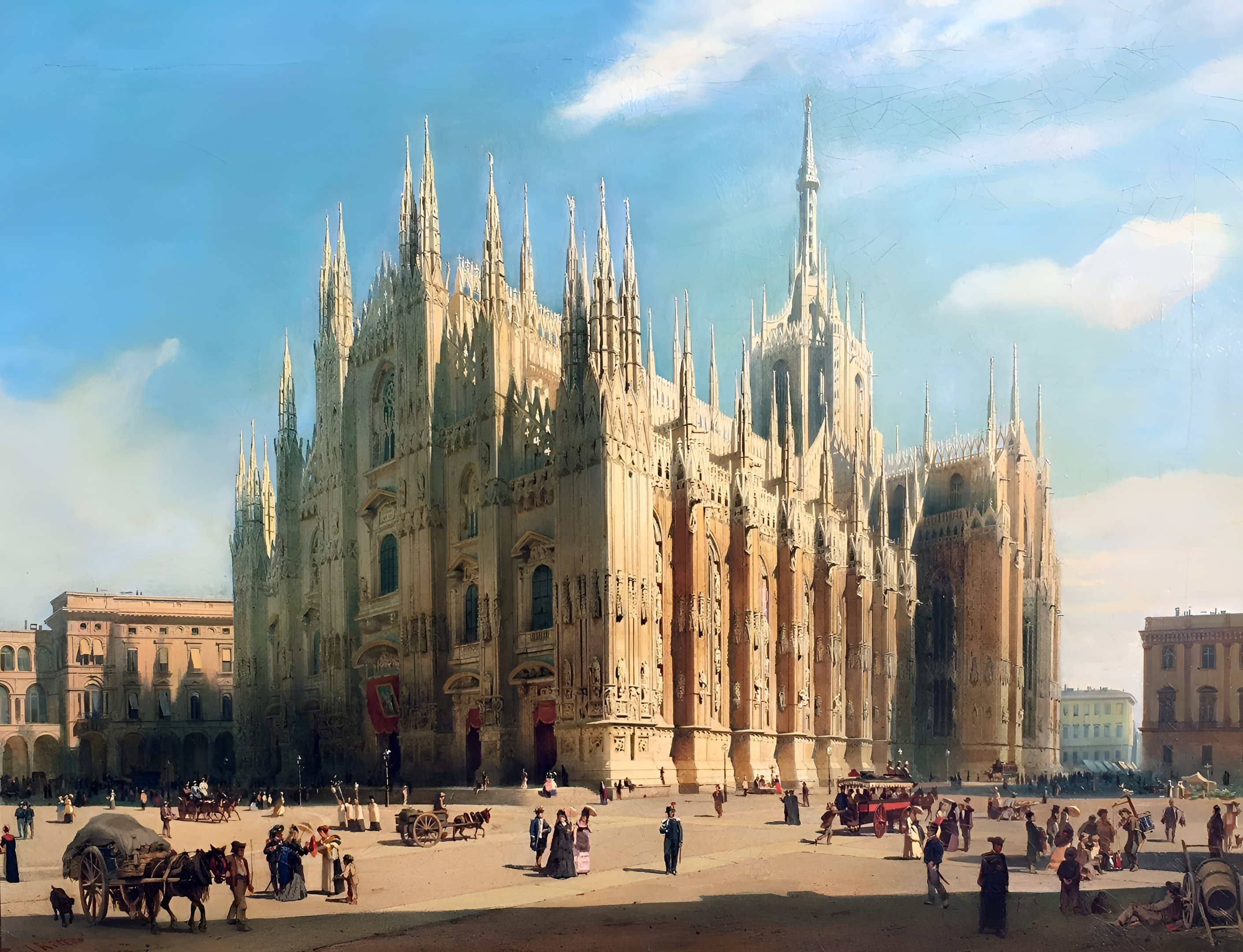
Der Mailänder Dom (1874)

Im Alter von vier Jahren wurde Paul Ritter durch Krankheit gehörlos. Er besuchte die Taubstummenschule unter der Leitung Michael Völkel in Nürnberg. Er studierte Malerei und Grafik an der Kunstgewerbeschule Nürnberg, bereiste Frankreich, Italien, Dänemark und Österreich.
Bekannt wurde Ritter insbesondere durch seine großformatigen Architekturbilder vom alten Nürnberg mit historischer Figurenstaffage vor dem Hintergrund der historisch treu dargestellten Architektur der Altstadt. Zu seinen bekanntesten Bildern in der Nürnberger Sammlung gehören Die alte Schau zu Nürnberg mit dem Empfang Gustav Adolfs 1632, Der Schöne Brunnen 1632, Die Einbringung der Reichskleinodien in Nürnberg 1424 und Der Weiße Turm mit Umgebung.
Sein Leben lang arbeitete er eng mit seinem Bruder Lorenz Ritter (1832–1921) zusammen. 1888 wurde Paul Ritter vom Prinzregenten Luitpold von Bayern zum Königlichen Professor ernannt. Er unterrichtete mit Hilfe seines Bruders an der Kunstgewerbeschule Nürnberg.
Ritter gilt als der wichtigste Architekturmaler des deutschen Historismus. Zum 100. Todestag wurde er im Herbst 2007 von der Gemälde- und Skulpturensammlung der Museen der Stadt Nürnberg durch eine große Ausstellung gewürdigt.
Ritter blieb unverheiratet und hatte keine Nachkommen. Er pflegte jedoch eine enge Beziehung zu seinem Bruder Lorenz und zu dessen Kindern. 1870 gründete Paul Ritter einen Taubstummenverein in Nürnberg, in dem er als 1. Vorstand tätig war. Der Verein bestand bis zur Auflösung im Jahr 1879 (Ausschnitt aus der Zeitung Taubstummenfreund, 1883). 1907 wurde er als Ehrenmitglied bei der Taubstummen-Gesellschaft „Hufeisen“ für Handwerk und Kunst in München erhoben.
Er wurde am 29. November 1907 auf dem Nürnberger Johannisfriedhof begraben, wo sich sein Grab (St. Johannis IE / 145) noch heute befindet. In Nürnberg-Eberhardshof wurde die Paul-Ritter-Schule des Zentrums für Hörgeschädigte des Regierungsbezirkes Mittelfranken nach ihm benannt.